# Paikwaophis kruki
Paikwaophis kruki es una especie de serpiente de la familia Colubridae oriunda de las tierras altas de Guyana. Está dentada y es excavadora que se alimenta al menos de lagartos pequeños. Paikwaophis kruki se conoce por un solo espécimen encontrado en 2021, siendo la única especie de su género conocida hasta la fecha.

## Apariencia y tamaño
El único espécimen conocido de la especie es una hembra adulta con una longitud de 18 centímetros. Presenta una estructura corporal redondeada, mientras que su cabeza no se destaca claramente del resto del cuerpo. El dorso de la serpiente es de una tonalidad marrón, con una delgada franja oscura que recorre dorsalmente la espalda, mientras que la parte superior de la cabeza es blanquecina. Los laterales de la cabeza presentan una tonalidad oscura, mientras que los costados del cuerpo presentan una franja negra que continúa hasta la cola. También hay algunas manchas de color azul claro en la cabeza, que luego se convierten en una franja azul claro debajo de la franja negra a cada lado. El vientre de la serpiente es mayoritariamente negro, pero con una franja clara recorre la mitad del vientre.

## Distribución y hábitat
Esta especie habita en los bosques mesófilos de montaña presentes en Guyana. La especie se encontró en la base de las montañas llamadas Roraima-tepui y Wei-Assipu-tepui, a una altitud de unos 1180 metros. El sitio del descubrimiento está ubicado en el territorio en las cercanías del monte Roraima, cerca de la frontera de Guyana con Venezuela y Brasil.

## Modos de vida
La forma del cráneo parece apuntar que Paikwaophis kruki presenta hábitos fasoriales adaptados al suelo blando y turboso del bosque mesófilo, lo que puede explicar por qué la serpiente no se ha visto con más frecuencia. La dieta de la especie incluye al menos lagartos pequeños, ya que se encontraron escamas de lagarto en los intestinos del único individuo conocido.

## Descubrimiento y denominación
El Dr. Bruce Means encontró el holotipo en una expedición durante febrero de 2021. El ejemplar fue descrito por Philippe J. R. Kok en 2023, resultado ser un género y especie completamente nuevos para la ciencia. El nombre del género (Paikwaophis) se deriva del nombre del río Paikwa que fluye junto al sitio del descubrimiento, así como de la palabra griega ophis que significa “serpiente”. El epíteto específico Kruki es un homenaje al profesor Andrzej Kruki.

## Clasificación
Según los análisis de filogenia molecular, Paikwaophis kruki esta estrechamente relacionado con el género Xenopholis, pese a que su apariencia y esqueleto presentan bastantes diferencias con este último. Entre otras cosas, las serpientes del género Xenopholis tienen dientes posteriores capaces de inyectar veneno, mientras que Paikwaophis kruki no presenta dicha característica. La taxonomía de géneros se encuentra en discusión, siendo identificadas en la familia de las culebras verdaderas (Colubridae) y a la subfamilia los dipsadinos (Dipsadinae), pero también se ha propuesto su pertenencia en la familia Dipsadidae y a la subfamilia Xenodontinae.